# Fredrik Semb Berge
Fredrik Semb Berge (født 6. februar 1990) er en norsk fodboldspiller, der spiller som forsvar for Odds BK.
Semb Berge skiftede til Brøndby IF den 30. juni 2014.

## Karriere

### Odds BK (2016–)
Den 11. januar 2016 blev det offentliggjort, at Semb Berge vendte til sin tidligere klub Odds BK toethalvt år før kontrakten med Brøndby IF udløb. Semb Berge spillede syv kampe for Brøndby i Superligaen samt to kampe i UEFA Europa League-kvalifikationen og en kamp i DBU Pokalen.